# Língua frafra
Frafra ou Farefari, também conhecido como Gurenɛ, é a língua do povo Frafra]do norte de Gana, particularmente a Região Oriental, e sul de Burkina Faso. É uma língua nacional de Gana, e está intimamente relacionada com o Dagbani e outras línguas do Norte do paíse também relacionada com o Mossi, também conhecida como Mooré, a língua nacional de Burkina Faso.

## Dialetos e nomes
Frafra consiste em três dialetos principais, Gurenɛ (também escrito Gurunɛ, Gudenne, Gurenne, Gudeni, Zuadeni), Nankani (Naane, Nankanse, Ninkare), e Boone. As línguas Nabit e Talni foram erroneamente relatados como dialetos Frafra.

## Fonologia

### Consoantes
O Frafra possui um sistema de 17 fonemas, ou 19 contando os alofones /ɣ/ e /ɾ/.
|                   |           | Labial | Alveolar | Velar | Glotal |
| ----------------- | --------- | ------ | -------- | ----- | ------ |
| Nasal             | Nasal     | m      | n        | ŋ     |        |
| Plosiva/ Africada | fortis    | p      | t        | k     | ʔ      |
| Plosiva/ Africada | lenis     | b      | d        | ɡ     | ʔ      |
| Vibrante          |           |        | ɾ        |       |        |
| Fricativa         | fortis    | f      | s        |       | h      |
| Fricativa         | lenis     | v      | z        | ɣ     | h      |
| Semivogal         | Semivogal | w      | j        |       |        |

O som /ŋ/ aparece na frente de algumas palavras que começam com /w/, levando-as a mudar para o som /j/. /h/ aparece apenas em palavras emprestadas, exclamações e como alofone de /f/. Um exemplo de ambas as mudanças de som são weefo e yeho (ambos significando cavalo). As únicas consoantes em que as palavras Frafra podem terminar são as duas nasais /m/ e /n/.

#### Oclusiva Glotal
Oclusivas glotais aparecem na vogal inicial de uma palavra, mas não são transcritas. No meio da palavra, a nasalização das vogais continua sobre a oclusiva glótica. Na fala rápida, a oclusiva glotal geralmente é eliminada, semelhante à forma como o hiato vocálico é eliminado em espanhol.
As oclusivas glotais mediais da palavra devem ser marcadas por escrito.

#### Alofones

##### Alofones de /r/
[d] e [ɾ]/ são duas percepçõess fonéticas do mesmo fonema. /d/ ocorre no início das palavras, e /r/ é sua contraparte em todos os outros lugares.

##### Alofones de /g/
[ɣ] é um alofone de /g/ que ocorre após certas vogais. É principalmente escrito "g". O uso da letra "ɣ" é bastante raro.

#### Alofones de /j/
[ɲ] é um alofone de /j/ que ocorre antes de uma vogal nasal. É sempre escrito como "y".

#### Sandhi
Esta seção descreverá todos os processos morfofonológicos sandhi que afetam o Frafra.

#### Nasais
As consoantes nasais sofrem assimilação, coalescência e elisão.

###### Assimilação no Ponto de Articulação
Nasais assimilam ao ponto de articulação do oclusivo o processo.
- /m/ vem antes de /p/ e /b/
- /n/ vem antes de /t/ e /d/
- /ŋ/ vem antes de /k/

###### Coalescência
Quando um nasal é seguido por /g/, as duas consoantes se amalgamam.
- /n/ + /g/ = /ŋ/

Esta regra não se aplica a palavras compostas (por exemplo, tẽŋgãnnɛ "terra sagrada") ou empréstimos (por exemplo, maŋgo "manga")

###### Elisão
As nasais desaparecem quando vão antes de /f/
- /m/ + /f/ = /f/
- /n/ + /f/ = /f/

##### Oclusiva
Duas oclusivas sonoras tornam-se sua forma surda. Lembre-se que [ɾ] é o alofone medial de palavra de /d/
- /g/ + /g/ = /k/
- /r/ + /r/ = /t/

#### Sonorantes

##### Assimilação vibrante
As consoantes vibrantes, também chamadas de batidas, se assemelham a uma lateral ou nasal anterior.
- /l/ + /r/ = /ll/
- /n/ + /r/ = /nn/
- /m/ + /r/ = ou /nn/ ou /mn/

##### Assimilação lateral
- /n/ + /l/ = /nn/
- /m/ + /l/ = /nn/

##### Combinação desses processos
C designa qualquer consoante, e N designa qualquer nasal.
- Cm + r = Cn
- Cl + r = Cl

### Vogais
Frafra tem 9 vogais orais e 5 vogais nasais.
|         | Anterior | Anterior | Central | Posterior | Posterior |
| lax     | tensa    | lax      | Central | tensa     |           |
| ------- | -------- | -------- | ------- | --------- | --------- |
| Fechada | ɪ        | i, ĩ     |         | ʊ         | u, ũ      |
| Medial  | ɛ, ɛ̃     | e        |         | ɔ, ɔ̃      | o         |
| Aberta  |          |          | a, ã    |           |           |

as vogais tensas /e/ e /o/ para vogais frouxas /ɛ/ e /ɔ/.

##### Vogais fechadas
Quando a vogal de um sufixo está próxima e a vogal do radical está próxima e tensa, faz com que a vogal do sufixo fique tensa.
Por exemplo, a posposição locativa "-ʋm" torna-se "-um" após as vogais /i/, /ĩ/, /u/ e /ũ/.
- pʋʋrɛ ("barriga") > pʋʋrʋm ("dentro da barriga")
- nifo ("olho") > nifum ("dentro do olho")

No entanto, vogais tensas que não são próximas não afetam "ʋm". Portanto pobre ("de volta") se torna pobreʋm ("atrás").
A partícula "nɩ", que vem depois dos verbos para marcar o aspecto imperfeito, torna-se "ni" depois de /i/, /ĩ/, /u/ e /ũ/.

## Ortografia
A linguagem Frafra usa as letras do alfabeto latino, exceto c, j, q, x, e com a adição de ɛ, ɩ, ŋ, ɔ, e ʋ. O til é usado para mostrar nasalização em Burkina Faso, mas em Gana é mostrado usando a letra n. As duas vogais nasais /ɛ̃/ e /ɔ̃/ são escritas com ẽ e õ respectivamente. Apenas todas as vogais nasais longas obter seu til escrito na primeira letra.
Acento agudo, Acento grave, circunflexo], caron e macron às vezes são usados em livros de gramática para indicar os tons mas não em textos de uso geral. O apóstrofo é usado para indicar a oclusiva glotal.{ {Sfn|Niggli|2007|p=94}}|

+Exemplos de Ortografia Surung

| Som  | Representação | Exemplo                   | Tradução                       |
| ---- | ------------- | ------------------------- | ------------------------------ |
| /a/  | a             | ya /ja/                   | casas                          |
| /a:/ | aa            | gaarɛ /ga:ɹɛ/             | um tipo de bolo de feijão      |
| /ɛ/  | ɛ             | ɛkɛ /ɛkɛ/                 | voar                           |
| /e/  | e             | zoore /zo:ɹe:/            | montanha/colina                |
| /ɛ̃/  |               | tẽŋa                      | cidade                         |
| /ɪ/  | ɩ             | taablɩ /ta:blɪ/           | tabela (empréstimo francês)    |
| /i/  | i             | piika /pi:ka/             | pequeno                        |
| /ɔ/  | ɔ             | ɔɔrɔ /ɔ:ɹɔ/               | frio                           |
| /o/  | o             | toma toma /to:.ma.to:.ma/ | uma saudação semelhante a "oi" |
| /ʊ/  | ʋ             | teebʋl /te:bʊl/           | tabela (empréstimo em inglês)  |
| /u/  | uu            | buulika /bu:lika/         | manhã                          |

## Gramática
Substantivos em Gurunɛ têm "classes" diferentes em relação aos plurais:
| Gênero                                               | Classe #s (sg./pl.) | Singular                                  | Plural                                                                                   | Exemplos | Significado |
| ---------------------------------------------------- | ------------------- | ----------------------------------------- | ---------------------------------------------------------------------------------------- | --- | --- |
| 1º                                                   | 1 / 2               | -uma                                      | -BA                                                                                      | nẽra > nẽrba | pessoa > pessoas |
| 1º                                                   | 1 / 2               | -uma                                      | -dõma                                                                                    | dɛɛma > dɛɛndõma naba > na'adõma yaaba > yaabdõma                                                                          | sogro(s) chefe(s) ancestral(es) |
| 1º                                                   | Empréstimos         |                                           | -dõma                                                                                    | ãnkɔra > ãnkɔrdõma biki > bikidõma nõtɩ > nõtɩdõma sɛɛtɛ > sɛɛtɛdõma                                                       | barris de água [Twi] caneta(s) esferográfica(s) [francês] noz(s) [inglês] camisa(s) [Inglês]                                                                          |
| 3 / 4                                                | -a                  | -sɩ                                       | tɩa > tɩɩsɩ                                                                              | árvore(s) | |
| 3 / 4                                                | -ga                 | -sɩ                                       | yɩbga > yɩbsɩ                                                                            | irmão(s) mais novo(s) | |
| 3º                                                   | 5 / 6               | -vai                                      | -ro                                                                                      | boko > bogro võogɔ > võorɔ wɔbgɔ > wɔbrɔ                                                                                   | buraco(s) folha > folhas elefante(s) |
| 3º                                                   | 5 / 6               | -vai                                      | -para                                                                                    | deego > deto zugo > zuto                                                                                                   | sala(s) / cabana(s) / casa(s) cabeça(s) |
| 3º                                                   | 5 / 6               | -ko                                       | -gro                                                                                     | bɔkɔ > bɔgrɔ | ombro(s) |
| 3º                                                   | 5 / 6               | -lgo                                      | -lo                                                                                      | bakolgo > bakollo | fetiche(s) de adivinho |
| 3º                                                   | 5 / 6               | -não                                      | -nno                                                                                     | Filippiŋɔ > Filippinno sõŋɔ > sõnnɔ Tɩntɩŋɔ > Tɩntɩnnɔ                                                                     | ilha nas Filipinas > As Filipinas tapete(s) um dos Países Baixos > Os Países Baixos                                                                                   |
| 4th                                                  | 7/8                 | -le (if the stem ends in /l/)             | -a                                                                                       | wille > wila zelle > zɛla                                                                                                  | filiais ovos) |
| 4th                                                  | 7/8                 | -ne (se o radical terminar em /m/ ou /n/) | -a                                                                                       | bẽmnɛ > bẽma dũnne > dũma gɩgnɛ > gɩgma kãnnɛ > kãna mã'anɛ > mã'ana yẽnnɛ > yẽna                                          | tambor(es) de cabaça joelho(s) leão(s) lança(s) pedaço(s) de quiabo dente > dentes                                                                                    |
| 4th                                                  | 7/8                 | -ré                                       | -a                                                                                       | bus > busa dir > dĩa gere > gɛa kure > kua loore > lɔa nõorɛ > nõa pʋʋrɛ > pʋa dolorido > sɔa sũure > sũa tʋbrɛ > tʋba     | inhame(s) testa(s) coxa(s) enxada(s) veículos) boca(s) barriga > barriga estrada(s) / trilha(s) coração(s) ouvidos)                                                   |
| 4th                                                  | 7/8                 | -te (se o radical terminar em /r/)        | -a                                                                                       | tagtɛ > tagra watɛ > wara watɛ > wara                                                                                      | sandália(s) tijolo(s) nuvens) |
| 5º (mudança de vogais radicais)\| rowspan="2" \|9/10 | -fo                 | -i                                        | lagfɔ > ligri mu'ufo > mũi naafɔ - niigi nifo > ni weefo/yeho > wiiri/yiri yoofo > yũuni | concha de cauoi > dinheiro grão de arroz > arroz bovino(s) olhos) cavalos) nozes de karité                                 | |
| 5º (mudança de vogais radicais)\| rowspan="2" \|9/10 | -fo                 | -                                         | sĩfo > sim zũfo > zũma                                                                   | abelha(s) peixe(es) | |
| 6º (principalmente animais e diminutivos)            | 11/12               | -la                                       | -nto                                                                                     | bʋdibla > bʋdimto bʋtɩla > bʋtɩtɔ kɩɩla > kɩɩntɔ niila > niinto pɩɩla > pɩɩntɔ pugla > pugunto                             | menino(s) bode(s) galinha(s) d'angola(s) pintainho(s) cordeiro(s) garotas)                                                                                            |
| Classe 13                                            | -bo                 | -bo                                       | kɩ'ɩbɔ bo'obo / bɔ'a                                                                     | sabão presente | |
| Substantivos não quantificávels                      | Classe 14           | -m                                        | -m                                                                                       | bɛglʋm bĩ'isũm dãam dabeem dõndʋ'ʋrʋm gẽem ɩɩlʋm kaam ko'om kɔm kũm mẽelʋm nõŋlʋm nõtõorʋm tɩɩm valʋm yaarʋm yɛm zẽem zɩɩm | lama leite materno cerveja, álcool temer urina dorme leite óleo agua fome morte orvalho amor saliva remédio, remédio vergonha sal inteligência potassa sangue farinha |

## Saudações
| Gurunɛ      | Fonética        | Português                                               |
| ----------- | --------------- | ------------------------------------------------------- |
| Bulika      | /bulika/        | manhã (saudação pela manhã)                             |
| Wuntɛɛŋa    | /wʊn.tɛ:.ŋa/    | sol (saudação por volta do meio-dia)                    |
| Zaanuurɛ    | /za:jʋɻɛ/       | Noite (Saudação à noite)                                |
| Zaré        | /za:r̝e/         | Bem-vindo                                               |
| Tooma Tooma | /to:.ma.to:.ma/ | uma saudação semelhante a "Olá" (todas as horas do dia) |
| Nambaa      | /ˈnaːm.ba:/     | Resposta a estas saudações                              |

## Geografia
| Português | Gurunɛ    |
| --------- | --------- |
| África    | Afrika    |
| América   | Amerika   |
| Antártica | Antartika |
| Ásia      | Asia      |
| Austrália | Australia |
| Europa    | Europa    |
| Oceania   | Okeania   |

Solemitẽŋa significa "terra do homem branco" e é usado para se referir a todos os países não africanos.
Soleminɛ está teoricamente se referindo a todas as línguas não africanas, no entanto, é usado apenas para se referir ao Inglês..